# Gravensteen
Gravensteen je středověký hrad v belgickém městě Gent. Postaven byl v roce 1180 na místě původního dřevěného sídla z 9. století. Je příkladem světské gotiky. Stavitelem byl flanderský hrabě Filip I. Ten se zúčastnil druhé křížové výpravy a patrně ho zde inspirovala podoba křižáckých hradů ve Středomoří a na Blízkém východě. Od počátku až do roku 1353 byl hrad sídlem flanderských hrabat. Rozhodnutím Ludvíka II. Flanderského hraběcí dvůr přesídlil na Prinsenhof. Následně v Gravensteenu sídlila mincovna (1353–1491), poté soud, vězení, za průmyslové revoluce i továrna na bavlnu. Hrozila dokonce jeho demolice. Nakonec byl odkoupen městem Gent, a to v letech 1893–1903 hrad rekonstruovalo podle zásad historismu. Podle mnohých kunsthistoriků však byly některé tyto zásahy až příliš svévolné a nerespektující skutečnou původní podobu. Od roku 1903 je na hradě muzeum. Je též jednou z hlavních dominant města a turistickým lákadlem.